# Historisch determinisme
Historisch determinisme is het idee dat de menselijke geschiedenis een voorspelbare koers volgt. De menselijke keuze wordt sterk beperkt en beïnvloed door de omstandigheden, en historische gebeurtenissen worden dan ook aan de hand van bepaalde omstandigheden uitgelegd. Typische voorbeelden zijn het ontstaan van de Inuitcultuur in de poolstreken, het Nederlandse poldermodel dat verklaard wordt uit de strijd tegen het water waarvoor iedereens medewerking nodig is, het feit dat de Koerden in Irak dankzij hun bergachtige omgeving een hoge mate van autonomie konden bereiken. Het wordt vooral geassocieerd met Karl Marx en het historisch materialisme. 

## Marx en het marxisme
Of Marx werkelijk een deterministisch verloop aan de geschiedenis toekende, en wat de drijvende kracht erachter is, is onderwerp van discussie. Deterministische lezingen van Marx zijn te vinden onder marxisten, die er strategische lering uit willen trekken voor hun politieke project; en onder positivisten en analytici, die Marx' denken willen verengen tot een gesloten verzameling toetsbare hypothesen, die ze dan kunnen bewijzen of (vaker) weerleggen. In de werken van Marx zijn diverse kandidaten voor een drijvende kracht achter de geschiedenis aan te wijzen, maar ze komen elk met voorbehouden.
In het Communistisch manifest schrijven Marx en Engels dat "[de] geschiedenis van elke tot nog toe bestaande maatschappij [...] de geschiedenis van klassenstrijd [is]". De uitkomst van de klassenstrijd binnen het kapitalisme wordt hier "onvermijdelijk" genoemd, en is een socialistische ordening. Hoe deze strijd zich ontvouwt wordt niet voorspeld, zodat het deterministische aspect hier beperkt is: Marx meende slechts, dat iedere weldenkende proletariër voor zijn eigen belang zou kiezen en dus tegen het kapitalisme. Het idee van klassenstrijd als de motor van de geschiedenis was dominant binnen het klassieke marxisme, de ideologie van de vroege sociaaldemocratie. Zowel Eduard Bernstein als Vladimir Lenin ageerden tegen dit idee.
Elders in het Manifest wordt zelfs gesteld dat de klassenstrijd in voorgaande eeuwen altijd "eindigde met een revolutionaire omvorming van de gehele maatschappij of met de gemeenschappelijke ondergang der strijdende klassen", reden voor Eric Hobsbawm om het determinisme van het geschrift helemaal in twijfel te trekken.
Een andere mogelijke drijvende kracht achter de geschiedenis is de technologie. De lezing van Marx als een technologisch determinist was binnen het Sovjetcommunisme populair, en was mede aanleiding voor de snelle modernisering van het onderontwikkelde Rusland na de revolutie.
Een lezing van Marx die het determinisme geheel uit zijn denken bant wordt gegeven door David Harvey, op basis deel één van Het kapitaal. Harvey wijst erop dat Marx nergens in dit boek één causale factor voor alle geschiedenis uit de doeken doet, en sowieso weinig causale verbanden legt. Volgens Harvey kunnen in Marx' evolutie van het kapitalisme zes belangrijke factoren worden onderscheiden:
- technologie;
- productiewijze (economische ordening);
- verhouding tot de natuur;
- reproductie van het dagelijks bestaan;
- mentale voorstelling van de wereld;
- maatschappelijke verhoudingen.

Deze zes factoren worden tezamen in één voetnoot genoemd met technologie als degene die de overige "onthult", maar zonder dat sprake is van één bepalende factor. Volgens Harvey moeten de factoren dan ook in onderlinge samenhang (dialectisch) beschouwd worden en niet als een causale structuur.

## Cliodynamica
Cliodynamica is een multidisciplinair onderzoeksgebied, waarin methodes en concepten gecombineerd worden van de culturele evolutie, de economische geschiedenis en cliometrie, macrosociologie, wiskundige modellen van historische processen in de longue durée, en de analyse van historische databases. Cliodynamica beschouwt de geschiedenis als een wetenschap, waarin theorieën worden ontwikkeld om dynamische processen te verklaren zoals de opkomst en het verval van imperia, demografische groei en verval, de verspreiding of verdwijning van religies, of burgeroorlogen. Deze theorieën worden dan omgezet in wiskundige modellen, waarvan de uitkomsten worden getoetst aan feitelijke gegevens. Een van de belangrijkste instrumenten daarvoor is de analyse van omvangrijke databases met historische en archeologische informatie. De structuren en patronen die hierin worden ontdekt kunnen op hun beurt weer een zekere voorspellende waarde hebben. 

## Geografisch determinisme
Geografisch determinisme legt de nadruk op geografie als beïnvloeder van de menselijke geschiedenis. Typische voorbeelden zijn het ontstaan van landbouw en de eerste antieke beschavingen in de stroomgebieden van de Eufraat, Tigris, Indus (rivier), Nijl, Gele Rivier en Jangtsekiang. Een ander voorbeeld zijn de eerder genoemde Iraakse Koerden in hun bergachtig thuisland, de 'splendid isolation' van Engeland en het Amerikaanse isolationisme, en de succesvolle verdediging van Iran tegen de beter geleide en bewapende Irakezen in de oorlog van 1980-'88.
Jared Diamond is een van de bekendste pleiters van deze stroming: omdat Eurazië meer domesticeerbare planten- en dierensoorten had en een oost-west-oriëntatie had, bezat dit continent de gunstigste factoren voor het ontstaan van agrarische en later grotere en complexere samenlevingen. Eurazië bouwde hierdoor een groeiende voorsprong op, waardoor Euraziaten een numeriek, technisch en biologisch (resistentie tegen zoönotische ziekten) overwicht bezaten ten opzichte van andere volkeren. Maar ook de moderne geschiedenis wordt door politiek en strategisch analisten veelvuldig in geografische termen uitgelegd door onder andere Fernand Braudel.

## Andere stromingen
De tegenhanger van het historisch determinisme is het historisch volontarisme. Hierin wordt de menselijke vrije wil als uitgangspunt genomen. Historici hebben altijd deze vrije wil tegenover deterministische factoren gesteld, bijvoorbeeld de beslissing van Stalin om het Molotov-Ribbentroppact met Duitsland te sluiten, de beslissing van Adolf Hitler om de Perifere Strategie niet te volgen, de aanslag in Sarajevo en de daaropvolgende politieke beslissingen die tot de Eerste Wereldoorlog leidden. 
Ook toeval wordt vaak aangehaald als factor; Hitler ontsnapte minstens twee keer door toeval aan de dood (de aanslagen van Elser en van Stauffenberg mislukten beide door toevallige factoren), wat het lot van miljoenen mensen heeft bepaald.
In Nederland stelde Abraham Kuyper de antithese tegenover het historisch determinisme. In Duitsland kwam Hitler met zijn "strijd om lebensraum" en een rassentegenstelling die de plaats van de klassenstrijd innam met een alternatief voor het historisch determinisme als verklaring voor historische ontwikkelingen. Deze rassentheorie was beïnvloed door bestaande racistische stromingen, sociaal darwinisme en de opkomende genetica, kan gezien worden als een vorm van 'biologisch determinisme', waarin rassen in een rangorde werden gerangschikt en het hoogste en beste Meesterras de plicht had de andere rassen te onderwerpen of zelfs uit te roeien, zich voort te planten, en zo de menselijke biologie te perfectioneren.
In de encycliek Rerum Novarum formuleerde de Katholieke Kerk een alternatief voor het marxisme. Het corporatisme en het (Portugees) fascisme waren gevolgtrekkingen uit Rerum Novarum. Al deze reacties poogden de tegenstelling tussen de klassen te verzoenen, of als oorzaak van veranderingen te vervangen door een andere tegenstelling.